# Wärmespeicher

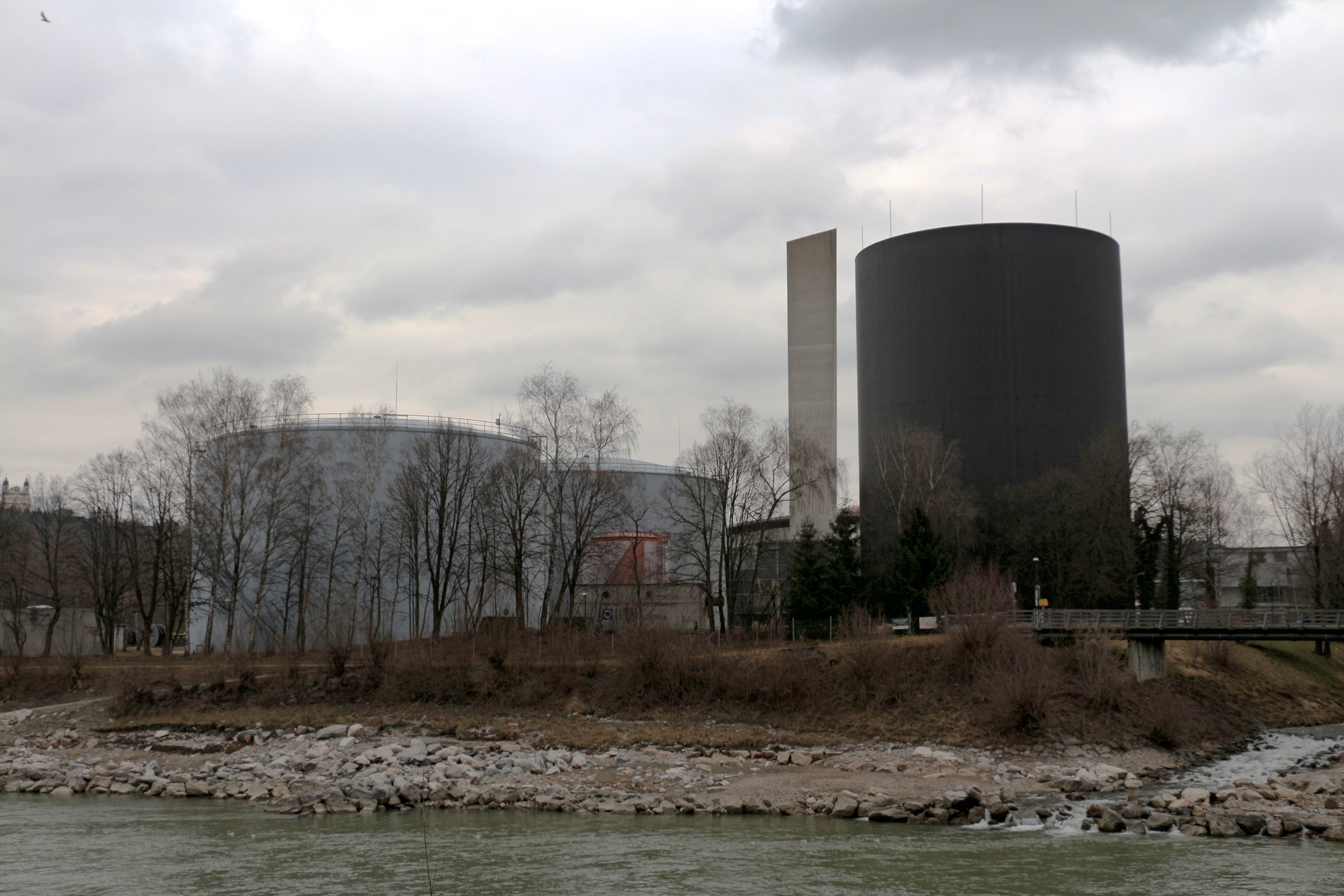
Wärmespeicher im Heizkraftwerk Salzburg Nord

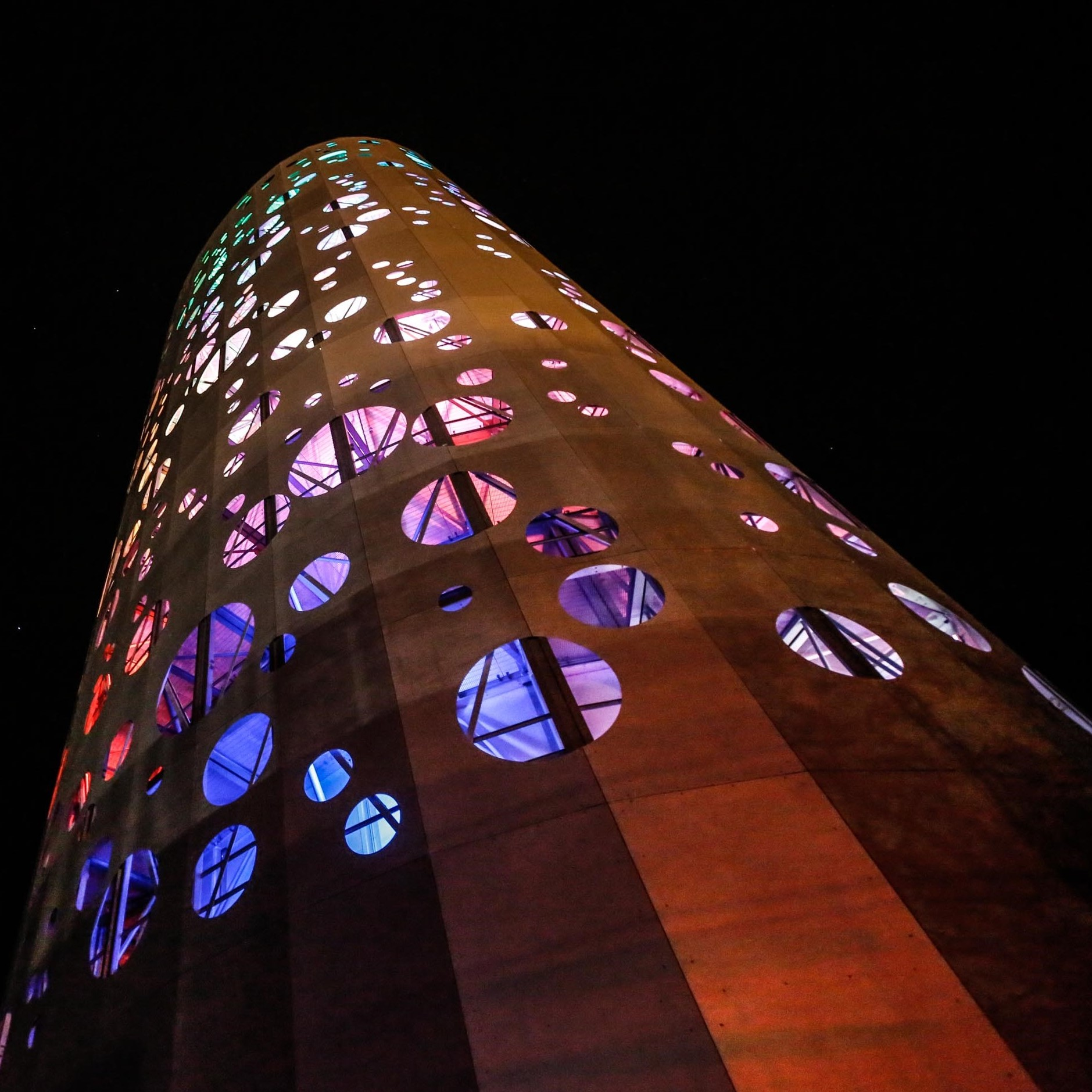
Alperia-Wärmespeicher in Bozen

Wärmespeicher sind Einrichtungen zum Speichern von thermische Energie. Sie stellen eine Klasse von Energiespeichern dar. Das wichtigste Ziel bei Wärmespeichern besteht darin, die Entstehung und die Nutzung von Wärme-Energie zeitlich zu entkoppeln.
Wärmespeicher können je nach Bauart in unterschiedlichen Größen errichtet werden, die von dezentralen Kleinanlagen bis zu großen zentralen Speichern reichen.
Sie können sowohl als kurzfristige wie auch als saisonale Speicher dienen.
Sie können je nach Bauart Niedertemperaturwärme zur Raumheizung oder Hochtemperaturwärme für industrielle Anwendungen aufnehmen und wieder abgeben.

## Arten von Wärmespeichern
Sensible Wärmespeicher
Sie verändern beim Lade- oder Entladevorgang ihre „fühlbare“ Temperatur, z. B. Puffer. Die Wärmekapazität ist mit der wichtigste Parameter bei sensiblen Speichermaterialien. Da dieser Typus keine Phasenumwandlungen durchläuft, kann er über einen breiten Temperaturbereich, insbesondere im Hochtemperaturbereich, eingesetzt werden.
Latentwärmespeicher
Sie verändern beim Lade- oder Entladevorgang nicht ihre „fühlbare“ Temperatur, sondern das Wärmespeichermedium ändert seinen Aggregatzustand. Meist ist das der Übergang von fest zu flüssig (bzw. umgekehrt). Das Speichermedium kann über seine Latentwärmekapazität hinaus be- oder entladen werden, was erst dann zu einer Temperaturerhöhung oder -verringerung führt.
Thermochemischer Wärmespeicher oder Sorptionsspeicher
Sie speichern die Wärme mit Hilfe von endo- und exothermen Reaktionen, z. B. mit Silicagel oder Zeolithen.
Außerdem kann noch zwischen offenen, ins Erdreich eingebauten sogenannten Aquiferspeichern und den üblichen Behälterkonstruktionen unterschieden werden.
Thermovoltaikspeicher
Sie verwenden Thermovoltaik zum Speichern von Energie als Hitze und nutzen deren Infrarotstrahlung zur Stromgewinnung.

## Eigenschaften
Nutzungsgrad
Der Nutzungsgrad eines Speichers wird aus dem Verhältnis der gespeicherten nutzbaren Energie und der dem Speicher zugeführten Energie ermittelt. Bei herkömmlichen Wasserspeichern sinkt der Nutzungsgrad mit der Zeit, weil Wärme an die Umgebung abgegeben wird. (Abhängigkeiten: Oberfläche des Speichers, Dämmmaterial und -dicke, Temperaturdifferenz zwischen Speichermedium und Umgebung, siehe auch: Zeitkonstante). Dies gilt nicht oder in geringerem Ausmaß für thermochemische Wärmespeicher.
Energiespeicherdichte
Die Energiespeicherdichte beschreibt die bezogen auf sein Volumen (oder auf seine Masse) unter gegebenen Bedingungen maximal in einen Speicher ladbare Energie (Wärmekapazität).
Belade- und Entladezeit
Die Zeit, die man benötigt, um dem Speicher eine bestimmte Energiemenge zuzuführen oder zu entnehmen.
Maximale Beschickungstemperatur
Die maximale Temperatur des Speichers.
Durchführbare Speicherzyklen
Der Zeitraum zwischen dem Be- und Entladevorgang wird als Speicherperiode bezeichnet. Die Summe aus Beladungs-, Stillstands- und Entladungszeit stellt die Dauer eines Speicherzyklus dar. Finden bei diesem Vorgang irreversible Prozesse statt, die die Speicherkapazität beeinträchtigen, so ist die Anzahl der ausführbaren Speicherzyklen begrenzt. Bei Sorptionsspeichern (thermochemischer Wärmespeicher) bezieht sich diese Forderung im Wesentlichen auf die Stabilität der Adsorbenzien.

## Einsatzbereiche

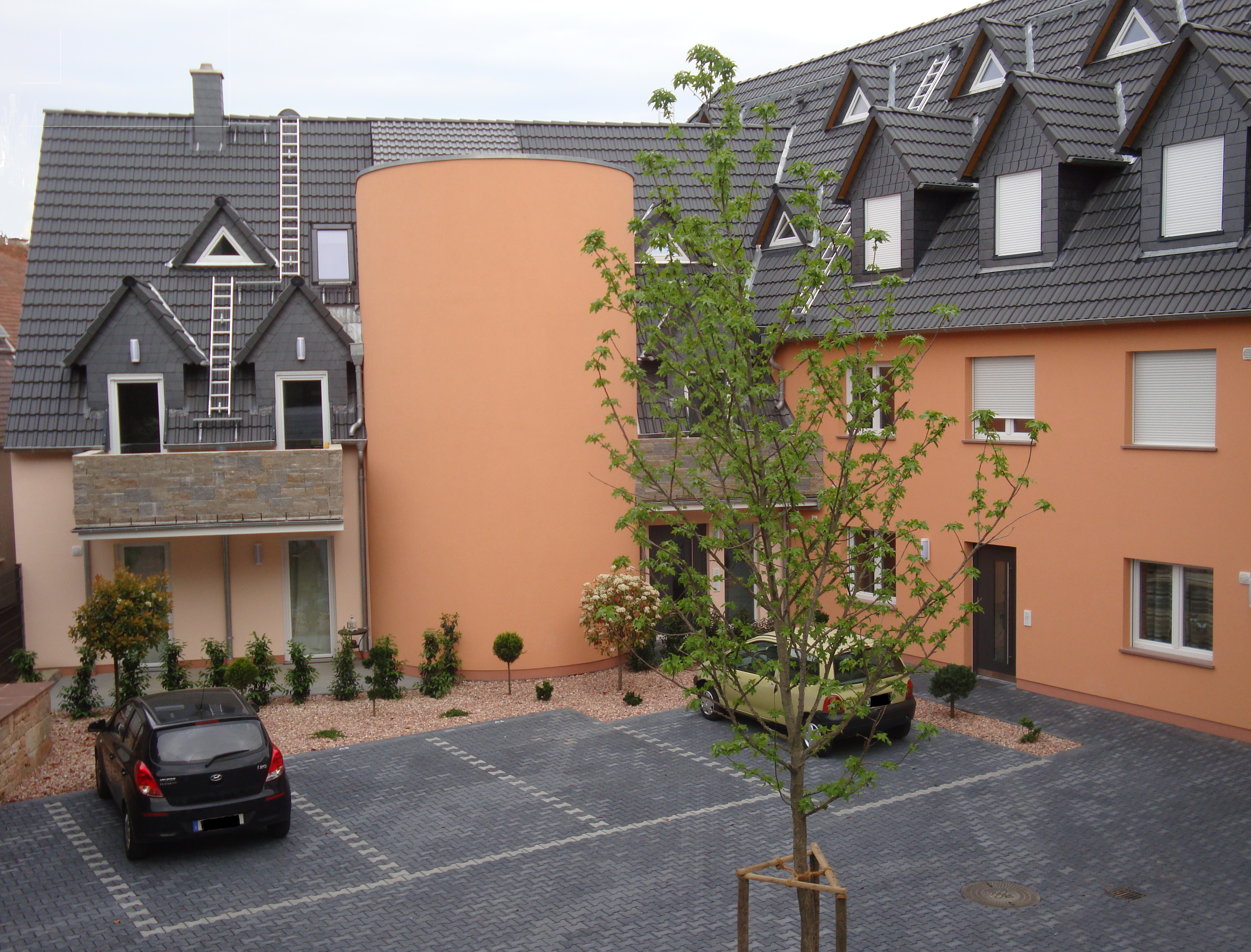
Solartank (Bildmitte) in einem Sonnenhaus-Komplex bestehend aus 5 Gebäuden mit 16 Wohneinheiten in Bayern. Der solare Deckungsgrad wird mit 65 % angegeben.

Es gibt Langzeit- und Kurzzeitspeicher.
Langzeitwärmespeicher können z. B. saisonale Wärmespeicher in der Niedrigenergie-Solarthermie sein. Die wichtigsten Typen sind: Heißwasser-Wärmespeicher (gedämmte Behälter mit Wasser), Kies/Wasser-Wärmespeicher (gedämmte Behälter mit Kies/Wasser-Gemisch), Erdsonden-Wärmespeicher (Boden in bis zu 100 m Tiefe wird erwärmt) und Aquifer-Wärmespeicher (Grundwasser und Erde wird erwärmt – funktioniert nur bei stehendem Grundwasser). Auch thermochemische und die meisten Latentwärmespeicher sind als Langzeitspeicher ausgelegt.
Kurzzeitspeicher sind solche, die die Wärme nur für wenige Stunden oder Tage speichern. Hierfür werden vorwiegend selbstständig stehende Wasser-Speicher-Behälter eingesetzt, aber auch thermochemische Wärmespeicher können geeignet sein.
Regeneratoren sind Kurzzeitspeicher, bei denen diskontinuierlich Wärme anfällt, die gespeichert und wieder abgegeben wird. Diese Wärmespeicher werden in Industriezweigen, wo sehr große Abwärmemengen anfallen (z. B. Eisen- oder Stahlindustrie oder Winderhitzer (Gichtgas) an Hochofenanlagen), häufig zur Luftvorwärmung eingesetzt. Regeneratoren in Stirlingmotoren müssen nur wenige Millisekunden lang Wärme zwischenspeichern.
Kurzzeitspeicher, auch Verschiebespeicher genannt, werden ebenfalls im Bereich industrieller Solarthermie eingesetzt. Sie puffern Sonnenenergie über einige Stunden, sodass auch während der Nacht Wärme für Warmwasser oder Heizzwecke zur Verfügung steht oder in solarthermischen Kraftwerken rund um die Uhr Strom produziert werden kann.
Eine weitere Verwendung von Kurzzeitspeichern sind Speicherheizgeräte, in denen elektrische Energie während der Nacht in Form von Wärme in Schamottsteinen gespeichert wird, die am darauffolgenden Tage zum Heizen der Wohnung wieder abgegeben wird. In den 70er Jahren waren asbesthaltige Platten als Material üblich, deren Einsatz inzwischen jedoch längst verboten ist und die bei Renovierung nur durch entsprechende Fachbetriebe entsorgt werden dürfen. Für die einzelnen Geräte ist auch die Handelsbezeichnung „Wärmespeicher“ üblich. In einem großtechnischen Versuch wird das Prinzip, Wärme in Steinen zu speichern, ebenfalls genutzt. Mit überschüssigem Strom werden gigantische, gut isolierte Steinhaufen über ein Heizgebläse auf 600 Grad erwärmt, so dass überschüssige Energie in Form von Hitze gespeichert wird. Bei Strombedarf saugen Lüfter die heiße Luft aus dem Speicher und leiten sie in eine Dampfturbine, die wiederum einen Generator antreibt. 2019 wurde ein elektrothermischer Energiespeicher in Hamburg mit 1000 t Gestein, 750 °C und 130 MWh Speicherkapazität in Betrieb genommen. Ähnliche Systeme, die mit heißem Gas (auch Abgasen) beladen werden können, sind auch als mobile Wärmespeicher gebaut. Somit ist nicht nur die zeitliche Entkopplung von Wärmeentstehung und Nutzung gegeben, sondern auch die räumliche Entkopplung. Auf diese Weise lassen sich Wärmeüberschüsse aus der Stahlindustrie, keramischen Industrie oder Glasindustrie einer weiteren, externen Nutzung zuführen.
Neben der Unterscheidung nach Speicherdauer sind auch oft Angaben über den Temperaturbereich zu finden. Bis 2016 wurde zwischen Niedertemperaturspeichern (<120 °C) und Hochtemperaturspeichern (>120 °C) unterschieden. Seit 2016 ist dieser Bereich um Mitteltemperaturspeicher erweitert. Diese werden bei 120–500 °C eingesetzt, wohingegen Hochtemperaturspeichern der Bereich >500 °C zugewiesen wurde.

## Wasser zur Wärmespeicherung
Wasser ist ein hervorragendes Wärmeträgermedium, da es über eine sehr hohe spezifische Wärmekapazität verfügt und aufgrund niedriger Viskosität und toxikologischer Unbedenklichkeit einfach zu handhaben ist. Eintrag und Entnahme der thermischen Energie sind unkompliziert und es ist billig.
Die maximale Speichertemperatur wird üblicherweise durch die Regelung der Anlage auf den Siedepunkt begrenzt (der vom Anlagendruck abhängig ist). Ein überhitzter Wasserspeicher wird auch Dampfspeicher genannt. Überdruckventile oder Sollbruchstellen sorgen für einen kontrollierten Druckabbau, bevor die Gefahr einer Explosion entsteht.
Typischer Anwendungsbereich ist etwa der Puffer einer Heizungsanlage.
In einem Pilotprojekt soll in der Schweiz bei Bern-Forsthaus eine geologische Wasser-Molasse-Lage in 200–500 m Tiefe angebohrt und als saisonaler Wärmespeicher genutzt werden. Durch vakuumisoliertes Durchführen der Rohre des Wärmetauscherkreises soll das darüber getrennt vorliegende Grundwasser vor Erwärmung geschützt werden.
2024 gab der Energieversorger Vantaa Energy bekannt, bis 2028 einen großen unterirdischen Kavernenspeicher mit einem Fassungsvermögen von 1,1 Millionen Kubikmetern in der finnische Stadt Vantaa zu errichten, der als saisonaler Fernwärmespeicher arbeiten soll. In diesem soll unter Druck bis 140 °C warmes Wasser gespeichert werden. Die Kapazität dieses Speichers soll bei 90 Gigawattstunden liegen.

## Dampfspeicher (Ruthsspeicher)
Ein Speicherbehälter ist größtenteils (z. B. zu 90 %) mit Siedewasser gefüllt. Der restliche Raum über dem Wasser ist mit Wasserdampf gleicher Temperatur gefüllt.
Wird Dampf entnommen, setzt eine Nachverdampfung ein. Die erforderliche Wärme stammt aus dem Siedewasser. Druck und Temperatur sinken ab. Deshalb spricht man von einem Gefällespeicher. Er wurde von dem schwedischen Ingenieur Johannes Ruths (1879–1935) erfunden. Der Arbeitsbereich des Dampfspeichers wird durch die Anfangs- und Endparameter (Druck und Temperatur) sowie den Anfangsfüllgrad mit Siedewasser definiert. Die entscheidende Speicherkenngröße ist das Verhältnis der entnehmbaren Dampfmenge pro Speichervolumen. Sie kann bei gegebenen Randbedingungen berechnet werden. Ist der minimale Entladedruck erreicht, muss dem Dampfspeicher wieder Wärme zugeführt werden. In der Regel erfolgt dies durch Einleiten von Wasserdampf, wobei der Druck über dem Entnahmedruck zu Beginn der Entspeicherung liegen muss.
Typische Anwendungsfälle dienen der Vergleichmäßigung des Dampfverbrauchs, der bei industriellen Prozessen technologisch bedingt sehr schwanken kann.

## Hochtemperaturspeicher (HTS)
Hochtemperaturspeicher zählen zu den Kurzzeitspeichern und bestehen in der Regel aus keramischen, besser noch aus metallischen Verbindungen. Sie zeichnen sich durch eine jeweils hohe Druckfeuerbeständigkeit, Temperaturwechselbeständigkeit und spezifische Wärmekapazität aus. Sie werden zumeist einfach in Heizkessel (Konstanttemperatur-, Niedertemperatur- sowie Dampf- und Heißwasserkessel) eingestellt, ohne dass deren Substanz verletzt wird. Durch die Brennerflamme werden sie aufgeheizt. Schaltet sich der Brenner ab, geben die HTS nun die gespeicherte Wärmeenergie kontinuierlich an das Heizsystem ab. Dadurch lässt sich die wiederholte Zuschaltung des Brenners verzögern. Unter anderem vom Institut für Technische Thermodynamik des Deutschen Zentrums für Luft- und Raumfahrt (DLR) werden in Deutschland nun Forschungsbemühungen vorangetrieben, diese Technologie auch zur Speicherung von Wärmeenergie einzusetzen, die in Kraftwerken erzeugt wird.

## Latentwärmespeicher

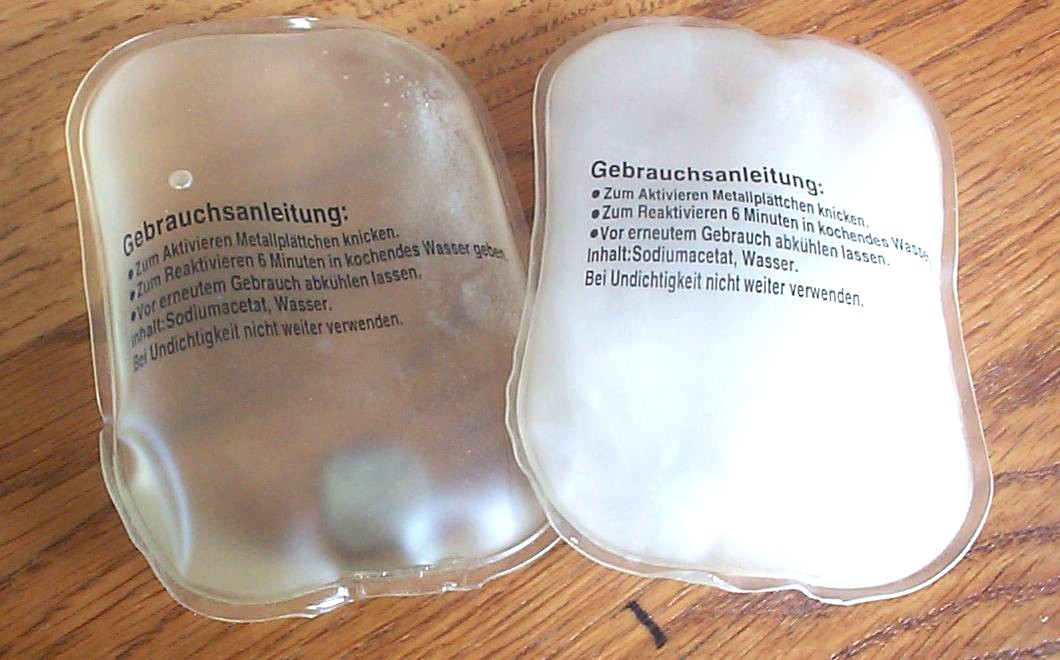
Bekannter Vertreter eines Latentwärmespeichers: regenerierbare Handwärmer, links im flüssigen und rechts im kristallisierten Zustand

Latentwärmespeicher funktionieren durch die Ausnutzung der Enthalpie reversibler thermodynamischer Zustandsänderungen eines Speichermediums, wie z. B. des Phasenübergangs fest-flüssig (Schmelzen/Erstarren).
Die Ausnutzung des Phasenübergangs fest-flüssig ist dabei das am häufigsten genutzte Prinzip. Beim Aufladen des Inhalts kommerzieller Latentwärmespeicher werden meist spezielle Salze oder Paraffine als Speichermedium geschmolzen, die dazu sehr viel Wärmeenergie – die Schmelzenthalpie – aufnehmen. Da dieser Vorgang reversibel ist, gibt das Speichermedium genau diese Wärmemenge beim Erstarren wieder ab. Darüber hinaus können auch metallische Speichermedien, sogenannte metallische Phasenwechselmaterialien (englisch metallic Phase Change Materials, mPCM) verwendet werden. Diese zeichnen sich aufgrund einer hohen maximalen Speichertemperatur durch eine besonders hohe Energiedichte und aufgrund einer guten Wärmeleitfähigkeit durch eine hohe thermische Leistung aus.
Der Einsatz von Latentwärmespeichern zur langfristigen Solarwärmespeicherung der Heizenergie für den Winter ist mit höheren Anschaffungsinvestitionen verbunden, er ist jedoch platzsparender und wegen der Ausnutzung der Latentwärme gleichmäßiger als die Nutzung von Wassertanks oder Kies. Hart-Paraffine schmelzen bei etwa 60 °C, die Schmelzenthalpie liegt mit 200–240 kJ/kg um etwa ein Drittel niedriger als die Schmelzenthalpie von Wasser, und die Wärmekapazität ist mit etwa 2,1 kJ/(kg·K) halb so groß wie die von Wasser. Hinzu kommt der Vorteil, dass zwei Drittel der Wärme dauerhaft über Monate hinweg im Phasenübergang gespeichert bleiben. Bei der Konstruktion eines Paraffin-Speichers muss berücksichtigt werden, dass sich sein Volumen beim Übergang von flüssig zu fest um etwa 30 % verringert.
Die wohl bekannteste Anwendung des Latentwärmespeicher-Prinzips ist das regenerierbare Handwärmkissen im Taschenformat auf Basis einer übersättigten Natriumacetat-Trihydrat-Lösung. Ein Anwendungsbereich, der sich aktuell neu eröffnet, ist die Integration von Latentwärmespeichern auf Basis von metallischen Phasenwechselmaterialien (mPCM) in batterieelektrische Fahrzeuge. Der Mehrwert im Elektroauto entsteht dabei maßgeblich bei kalten Außentemperaturen. Hier kann die notwendige Heizleistung zur Temperierung der Fahrgastzelle vom thermischen Speicher statt der Traktionsbatterie bereitgestellt werden, was notwendige Batteriekapazitäten reduzieren könnte bzw. die Reichweite von Elektrofahrzeugen im Winter erhöhen würde.

## Thermochemische Speicherung
Thermochemische Wärmespeicher nutzen den Wärmeumsatz umkehrbarer chemischer Reaktionen: Durch Wärmezufuhr verändert das verwendete Wärmeträgermedium seine chemische Zusammensetzung, und bei der von außen angestoßenen Rückumwandlung wird der größte Teil der zugeführten Wärme wieder freigesetzt.
Thermochemische Wärmespeicher ermöglichen im Unterschied zu Puffer- und Latentwärmespeichern die nahezu verlustfreie Speicherung größerer Wärmemengen über längere Zeiträume. Daher eignen sie sich z. B. als Saisonspeicher für solarthermische Anwendungen in Regionen mit hohen jahreszeitlichen Temperaturunterschieden.
Für die erfolgreiche Demonstration des Einsatzes eines thermochemischen Sorptionswärmespeichers im Rahmen eines solarthermisch beheizten Passivhauses gewann das Fraunhofer-Institut für Solare Energiesysteme bereits im Jahr 1999 den Innovationspreis der Länder Berlin-Brandenburg.
Thermochemische Speicher wurden bereits im 19. Jahrhundert in technischen Anwendungen erprobt. Einer der ersten bekannten Anwendungsfälle der Technologie war die 1883 in Betrieb genommene Natronlokomotive. Thermochemische Wärmespeicher gibt es heute in vielen Varianten, bis hin zum selbstkühlenden Bierfass. Die Wärmekapazität beträgt je nach Ausprägung der Technologie bis zu 300 kWh/m³ und liegt somit etwa um den Faktor fünf über der von Wasser.

## Weitere Anwendungen
- elektrische Speicherheizung
- Warmwasser
- Fernwärmespeicher
- Dampfspeicherlokomotive
- mobile Wärmespeicher

## Berechnungsbeispiel
- Für einen Wasserspeicher: siehe Wärmewiderstand